# Goričica (Chorwacja)
Goričica – wieś w Chorwacji, w żupanii zagrzebskiej, w mieście Sveti Ivan Zelina. W 2011 roku liczyła 370 mieszkańców.